# Naevipenna aphaidropa
Naevipenna aphaidropa är en fjärilsart som beskrevs av Dyar 1915. Naevipenna aphaidropa ingår i släktet Naevipenna och familjen säckspinnare. Inga underarter finns listade i Catalogue of Life.